# Telemark-Weltmeisterschaft 2019
Die 22. Telemark-Weltmeisterschaft 2019 (offiziell FIS Telemark WSC 2019) fand vom 20. bis 23. März 2019 im norwegischen Rjukan statt. Es wurden Wettbewerbe in den Einzeldisziplinen Classic, Sprint und Parallelsprint ausgetragen. Der Mannschaftswettkampf fand im Team Parallelsprint statt.

## Teilnehmer
| - Deutschland - Frankreich - Italien - Norwegen - Russland | - Slowenien - Schweden - Schweiz - Tschechien - Vereinigtes Königreich |

| - Kanada | - Vereinigte Staaten |

| - Japan |

## Zeitplan
| Tag        | Datum         | Zeit                | Bewerb              |
| ---------- | ------------- | ------------------- | ------------------- |
| Dienstag   | 19. März 2019 | 18:00 Uhr           | Eröffnungszeremonie |
| Mittwoch   | 20. März 2019 | 11:00 Uhr           | Classic             |
| Donnerstag | 21. März 2019 | 12:00 Uhr           | Team Parallelsprint |
| Freitag    | 22. März 2019 | 10:00 Uhr/13:00 Uhr | Sprint              |
| Samstag    | 23. März 2019 | 12:15 Uhr           | Parallelsprint      |

## Medaillenspiegel
| Platz | Land        |   |   |   |   |
| ----- | ----------- | - | - | - | - |
| 1     | Schweiz     | 4 | 2 | 1 | 7 |
| 2     | Deutschland | 1 | 2 | 1 | 4 |
| 3     | Norwegen    | 1 | – | 1 | 2 |
| 4     | Frankreich  | 1 | 2 | 3 | 6 |
| 5     | Slowenien   | – | 1 | 1 | 2 |

| Platz | Land | Sportler              |   |   |   |   |
| ----- | ---- | --------------------- | - | - | - | - |
| 1     | SUI  | Amélie Wenger-Reymond | 2 | 1 | – | 3 |
| 2     | GER  | Johanna Holzmann      | 1 | 1 | 1 | 3 |
| 3     | FRA  | Philippe Lau          | 1 | 1 | – | 2 |
| 4     | SUI  | Stefan Matter         | 1 | – | – | 1 |
| 4     | NOR  | Trym Nygaard Løken    | 1 | – | – | 1 |
| 6     | SLO  | Jure Aleš             | – | 1 | 1 | 2 |
| 6     | FRA  | Argeline Tan-Bouquet  | – | 1 | 1 | 2 |
| 8     | SUI  | Bastien Dayer         | – | 1 | – | 1 |
| 9     | FRA  | Noé Claye             | – | – | 1 | 1 |
| 9     | NOR  | Sivert Hole           | – | – | 1 | 1 |
| 9     | SUI  | Martina Wyss          | – | – | 1 | 1 |

## Frauen

### Classic
| Platz | Land | Sportlerin             | Zeit [min] |
| ----- | ---- | ---------------------- | ---------- |
| 1     | SUI  | Amélie Wenger-Reymond  | 2:21,82    |
| 2     | GER  | Johanna Holzmann       | 2:23,66    |
| 3     | SUI  | Martina Wyss           | 2:25,38    |
| 4     | SUI  | Simone Oehrli          | 2:27,54    |
| 5     | SUI  | Beatrice Zimmermann    | 2:31,12    |
| 6     | FRA  | Argeline Tan-Bouquet   | 2:31,68    |
| 7     | GBR  | Jasmin Taylor          | 2:35,08    |
| 8     | GER  | Kathrin Reischmann     | 2:35,38    |
| 9     | NOR  | Goril Strom Eriksen    | 2:39,80    |
| 10    | NOR  | Ella Strom Eriksen     | 2:40,38    |
|       |      |                        |            |
| 13    | GER  | Berit Junger           | 2:43,57    |
| 17    | GER  | Anna Katharina Kessler | 2:47,02    |
| 21    | GER  | Antonia Kneller        | 2:54,37    |

### Sprint
| Platz | Land | Sportlerin             | Zeit [min] |
| ----- | ---- | ---------------------- | ---------- |
| 1     | SUI  | Amélie Wenger-Reymond  | 1:45,25    |
| 2     | FRA  | Argeline Tan-Bouquet   | 1:46,49    |
| 3     | GER  | Johanna Holzmann       | 1:46,87    |
| 4     | SUI  | Beatrice Zimmermann    | 1:53,87    |
| 5     | SUI  | Simone Oehrli          | 1:54,02    |
| 6     | NOR  | Goril Strom Eriksen    | 1:54,57    |
| 7     | NOR  | Guro Helde Kjølseth    | 1:55,08    |
| 8     | GER  | Kathrin Reischmann     | 1:56,21    |
| 9     | NOR  | Eirin Fiskaa Haugen    | 1:58,51    |
| 10    | GER  | Anna Katharina Kessler | 2:03,39    |
|       |      |                        |            |
| 12    | GER  | Berit Junger           | 2:04,54    |
| 19    | GER  | Antonia Kneller        | 2:11,25    |
| DNF   | SUI  | Martina Wyss           | –          |

### Parallelsprint
| Platz | Land | Sportlerin             |
| ----- | ---- | ---------------------- |
| 1     | GER  | Johanna Holzmann       |
| 2     | SUI  | Amélie Wenger-Reymond  |
| 3     | FRA  | Argeline Tan-Bouquet   |
| 4     | NOR  | Guro Helde Kjølseth    |
|       |      |                        |
| 5     | FRA  | Iloée Ravanel          |
| 5     | NOR  | Eirin Fiskaa Haugen    |
| 5     | SUI  | Simone Oehrli          |
| 5     | SUI  | Beatrice Zimmermann    |
|       |      |                        |
| 9     | GER  | Anna Katharina Kessler |
| 9     | GER  | Kathrin Reischmann     |
| 9     | SUI  | Martina Wyss           |
|       |      |                        |
| 17    | GER  | Antonia Kneller        |
| 17    | GER  | Berit Junger           |

## Männer

### Classic
| Platz | Land | Sportler            | Zeit [min] |
| ----- | ---- | ------------------- | ---------- |
| 1     | NOR  | Trym Nygaard Løken  | 2:17,11    |
| 2     | SLO  | Jure Aleš           | 2:18,14    |
| 3     | NOR  | Sivert Hole         | 2:19,74    |
| 4     | FRA  | Matti Lopez         | 2:19,77    |
| 5     | NOR  | Amund Møster Haugen | 2:22,56    |
| 6     | SUI  | Stefan Matter       | 2:23,80    |
| 7     | GER  | Benedikt Holzmann   | 2:23,96    |
| 8     | SWE  | Olle Collberg       | 2:24,21    |
| 9     | GER  | Thomas Orlovius     | 2:24,43    |
| 10    | FRA  | Noé Claye           | 2:26,00    |
| 11    | GER  | Leonhard Müller     | 2:26,05    |
|       |      |                     |            |
| 13    | ITA  | Raphael Mahlknecht  | 2:28,44    |
| 17    | GER  | Bastien Dayer       | 2:29,26    |
| 19    | GER  | Louis Uber          | 2:29,59    |
| 20    | GER  | Julian Seubert      | 2:30,70    |
| 21    | GER  | Christoph Frank     | 2:33,46    |
| 23    | SUI  | Gaetan Procureur    | 2:35,04    |
| 27    | GER  | Maximilian Sautter  | 2:38,89    |
| 31    | GER  | Robin Kraft         | 2:47,97    |
| 33    | GER  | Maximilian Uber     | 2:49,95    |
| DNF   | SUI  | Romain Beney        | –          |
| DNS   | SUI  | Nicolas Michel      | –          |

### Sprint
| Platz | Land | Sportle             | Zeit [min] |
| ----- | ---- | ------------------- | ---------- |
| 1     | SUI  | Stefan Matter       | 1:35,81    |
| 2     | FRA  | Philippe Lau        | 1:37,51    |
| 3     | SLO  | Jure Aleš           | 1:39,10    |
| 4     | NOR  | Amund Møster Haugen | 1:41,25    |
| 5     | SUI  | Bastien Dayer       | 1:42,61    |
| 6     | SUI  | Nicolas Michel      | 1:42,95    |
| 7     | FRA  | Noé Claye           | 1:43,25    |
| 8     | FRA  | Adrien Etiévent     | 1:44,90    |
| 9     | FRA  | Matti Lopez         | 1:45,32    |
| 10    | GER  | Thomas Orlovius     | 1:47,09    |
| 11    | GER  | Leonhard Müller     | 1:47,48    |
|       |      |                     |            |
| 14    | GER  | Louis Uber          | 1:48,86    |
| 15    | SUI  | Romain Beney        | 1:49,22    |
| 16    | GER  | Christoph Frank     | 1:49,62    |
| 19    | SUI  | Gaetan Procureur    | 1:51,41    |
| 23    | ITA  | Raphael Mahlknecht  | 1:54,80    |
| 25    | GER  | Maximilian Sautter  | 1:56,25    |
| 28    | GER  | Robin Kraft         | 1:58,62    |
| 30    | GER  | Maximilian Uber     | 2:03,05    |
| DNF   | GER  | Julian Seubert      | –          |
| DNF   | GER  | Jonas Schmid        | –          |
| DNS   | GER  | Benedikt Holzmann   | –          |

### Parallelsprint
| Platz | Land | Sportler           |
| ----- | ---- | ------------------ |
| 1     | FRA  | Philippe Lau       |
| 2     | SUI  | Bastien Dayer      |
| 3     | FRA  | Noé Claye          |
| 4     | GER  | Benedikt Holzmann  |
|       |      |                    |
| 5     | GER  | Julian Seubert     |
| 5     | NOR  | Sivert Hole        |
| 5     | FRA  | Matti Lopez        |
| 5     | SWE  | Olle Collberg      |
|       |      |                    |
| 9     | GER  | Christoph Frank    |
| 9     | GER  | Louis Uber         |
| 9     | GER  | Jonas Schmid       |
| 9     | SUI  | Nicolas Michel     |
|       |      |                    |
| 17    | GER  | Maximilian Sautter |
| 17    | ITA  | Raphael Mahlknecht |
| 17    | GER  | Leonhard Müller    |
| 17    | GER  | Thomas Orlovius    |
| 17    | SUI  | Romain Beney       |
| 17    | SUI  | Stefan Matter      |
|       |      |                    |
| 33    | GER  | Maximilian Uber    |
| 33    | GER  | Robin Kraft        |
| 33    | SUI  | Gaetan Procureur   |

## Team Parallelsprint
| Platz | Land                   |
| ----- | ---------------------- |
| 1     | Schweiz                |
| 2     | Deutschland            |
| 3     | Frankreich             |
| 4     | Norwegen               |
|       |                        |
| 5     | Schweden               |
| 5     | Tschechien             |
| 5     | Vereinigte Staaten     |
| 5     | Vereinigtes Königreich |